# Ateleute minusculae
Ateleute minusculae là một loài tò vò trong họ Ichneumonidae.